# Gammun-myeon
Gammun-myeon (koreanska: 감문면)  är en socken i den centrala delen av Sydkorea, 185 km sydost om huvudstaden Seoul. Den ligger i kommunen Gimcheon i provinsen Norra Gyeongsang. 